# Saint-Julien-de-Vouvantes
Saint-Julien-de-Vouvantes är en kommun i departementet Loire-Atlantique i regionen Pays de la Loire i nordvästra Frankrike. Kommunen ligger i kantonen Saint-Julien-de-Vouvantes som tillhör arrondissementet Châteaubriant. År 2022 hade Saint-Julien-de-Vouvantes 963 invånare.

## Befolkningsutveckling
Antalet invånare i kommunen Saint-Julien-de-Vouvantes
| Referens: INSEE |